# Клинтон-Фолс (тауншип, Миннесота)
Клинтон-Фолс (англ. Clinton Falls) — тауншип в округе Стил, Миннесота, США. На 2000 год его население составило 452 человека.

## География
По данным Бюро переписи населения США площадь тауншипа составляет 41,8 км², из которых 41,6 км² занимает суша, а 0,2 км² — вода (0,37 %).

## Демография
По данным переписи населения 2000 года здесь находились 452 человека, 158 домохозяйств и 124 семьи. Плотность населения —  10,9 чел./км².  На территории тауншипа расположено 164 постройки со средней плотностью 3,9 построек на один квадратный километр. Расовый состав населения: 91,59 % белых, 2,43 % азиатов, 2,43 % — других рас США и 3,54 % приходится на две или более других рас. Испанцы или латиноамериканцы любой расы составляли 9,07 % от популяции тауншипа.
Из 158 домохозяйств в 30,4 % воспитывались дети до 18 лет, в 72,2 % проживали супружеские пары, в 3,2 % проживали незамужние женщины и в 21,5 % домохозяйств проживали несемейные люди. 17,7 % домохозяйств состояли из одного человека, при том 8,9 % из — одиноких пожилых людей старше 65 лет. Средний размер домохозяйства — 2,58, а семьи — 2,94 человека.
25,0 % населения — младше 18 лет, 7,3 % — в возрасте от 18 до 24 лет, 26,8 % — от 25 до 44, 28,3 % — от 45 до 64, и 12,6 % — старше 65 лет. Средний возраст — 40 лет. На каждые 100 женщин приходилось 113,2 мужчин. На каждые 100 женщин старше 18 приходилось 114,6 мужчин.
Средний годовой доход домохозяйства составлял 46 250 долларов, а средний годовой доход семьи —  53 000 долларов. Средний доход мужчин —  35 250  долларов, в то время как у женщин — 29 375. Доход на душу населения составил 24 864 доллара. За чертой бедности находились 2,4 % семей и 6,9 % всего населения тауншипа, из которых 1,8 % младше 18 лет.